# 88879 Sungjaoyiu
88879 Sungjaoyiu è un asteroide della fascia principale. Scoperto nel 2001, presenta un'orbita caratterizzata da un semiasse maggiore pari a 2,5693160 UA e da un'eccentricità di 0,1599742, inclinata di 7,12963° rispetto all'eclittica.